# Le Breuil-en-Bessin
Le Breuil-en-Bessin är en kommun i departementet Calvados i regionen Normandie i norra Frankrike. Kommunen ligger i kantonen Trévières som ligger i arrondissementet Bayeux. År 2022 hade Le Breuil-en-Bessin 411 invånare.

## Befolkningsutveckling
Antalet invånare i kommunen Le Breuil-en-Bessin
Referens: INSEE